# Torre den Rovira
La torre d'en Rovira o torre de Compte (Torre d'en Rovira en catalán) es una torre defensiva situada cerca de Sant Agustì d'Es Vedrà, en el municipio español de San José, en la isla de Ibiza. Se encuentra unos 20 km de San José, en dirección a los islotes de s'Espartar hasta la isla de sa Conillera. El 30 de noviembre de 1993 fue declarada Bien de interés cultural como monumento, con el código RI-51-0008613.
Es también una de las torres defensivas más importantes de su clase, con un volumen mayor que las construidas contemporáneamente en las islas Pitiusas. Como las islas que se encuentran enfrente eran el lugar donde se escondían los piratas musulmanes, estaba considerada una torre de gran importancia junto a la Torre del Pirata. También ejercía una función de salvaguarda del puerto de San Antonio Abad. A principios del siglo XIX contaba con artillería propia y en los casos más urgentes llegaba a tener hasta ocho soldados.
Fue usada como alojamiento y su estructura original se conserva en buen estado. Su datación es de 1763, cuando fue construida para proteger la costa ibicenca de poniente, entre la iglesia de San Antonio y la torre de cap des Savinar, de los ataques invasores. El proyecto fue obra del ingeniero Ballester hasta 1756 y ejecutado en 1763 por el ingeniero García Martínez. Finalmente fue levantada para ofrecer protección a la costa desde el cabo Nonó hasta la isla de Es Vedrá.